# Pi pinyer
El pi pinyer (Pinus pinea) és una espècie de pi de la família de les pinàcies caracteritzat per tenir la llavor comestible, el pinyó. És originari de la regió mediterrània.
Per bé que els pinyons d'altres espècies europees de pi també es poden menjar, són molt més petits. Per altra banda, hi ha espècies americanes amb pinyons grans que s'exploten comercialment.

## Noms comuns
Pinus pinea rep diversos noms comuns en català, alguns compartits per altres espècies de pins: pi pinyer, pi bo, pi campaner, pi de llei, pi de pinyes, pi de pinyons, pi pinyoner, pi ver, pi, pi de pinya, pi de pinyó, pi donzell, pi mollar, pi negre, pi para-sol, pi vertader, pinyer, pinyera, pinyoner, piver.

## Morfologia
Arbre de fins a 30 metres d'alçada, tronc amb l'escorça d'un marró rogenc molt gruixuda, capçada en forma de para-sol. Fulles de fins a 20 cm de llarg, agrupades de dues en dues com la resta de pins autòctons. Floreix de març a maig produint pinyes ovoides de fins a 15x10 cm amb pinyons d'15 a 20 mm. Les pinyes maduren a la tardor del tercer any, els altres pins ho fan en dos anys.
El pi pinyer creix per després obrir-se mitjançant branques de similar grossor en una copa arrodonida i aplatada, en forma d'ombrel·la. La superfície del tronc es caracteritza per disposar de plaques de color grisenc, separades per esquerdes vermelloses. Prefereix els sòls sorrencs.
Les pinyes són ovalo-esfèriques d'entre 10 i 15 cm de longitud i maduren al tercer any, donant uns pinyons coberts d'una dura escorça, d'1 cm de longitud, carnosos i saborosos, podent haver-hi pinyes en el seu primer any de maduració juntament amb altres llestes per ser recollides en la copa d'un mateix pi pinyer. La temporada de recollida de la pinya s'estableix entre els mesos de novembre i gener pels pinyers tots els anys.

## Distribució i hàbitat
Pinus pinea és natural de tota la franja mediterrània, sent a la península Ibèrica més habitual a la zona centre i sud. Es desenvolupa normalment en un rang d'altures que van des del nivell del mar fins als 1000 o 1200 msnm, formant boscos monoespecífics preferentment en sòls silícics.
És una espècie (heliòfila), resisteix molt bé la sequera estival i suporta gelades no gaire extremes. Resisteix les gelades hivernals més que no pas el pi blanc, però no tant com la pinassa.
Creix en garrigues, erms i dunes fixades (com a Guardamar o Torroella de Montgrí). Prefereix terrenys silícics, sobretot sorrencs o de sauló, generalment prop del litoral.
Es troba a tots els Països Catalans fins als 1.000 metres d'altitud. A Catalunya és la novena espècie pel que fa a hectàrees (36.000) i l'onzena pel nombre de peus (19 milions). És abundant a la Selva (8.200 ha), al Maresme (6.600 ha) i al Vallès Oriental (6.000 ha) i és l'espècie dominant a la Serralada Litoral.

## Usos
Molt utilitzat en jardineria. Els pinyons necessiten molta mà d'obra, cal escalfar les pinyes perquè s'obrin. La fusta no té gaire interès.
Un altre pi, no autòcton, amb els pinyons comestibles és el Pinus edulis, originari de les muntanyes del sud-oest dels Estats Units.
La fusta del pi pinyer és lleugera i flexible. Es pot utilitzar en fusteria i en estructures, en particular, en la construcció marítima. També es pot utilitzar aquesta fusta per fer carbó vegetal de manera tradicional potser amb els bolitxes (piràmides de troncs de fusta que deixen simplement un petit orifici per deixar sortir el fum mentre la fusta es cou en el seu interior sent aquest completament cobert per sorra). Igualment també s'utilitza la fusta d'aquest pi per a la fabricació de pasta de paper o per obtenir resina.
Els pinyons s'utilitzen en rebosteria, en guarnició d'amanides, o també en plats en salsa de tipus Tayín que barreja ensucrat i salat. El pinyó entra en nombrosos plats mediterranis. Tenia abans la reputació de ser afrodisíac.

### Producció
Espanya és el primer productor mundial de pinyons seguit dels països de la conca mediterrània, França, Itàlia i Turquia. Altres països, com Xile, estan estudiant adoptar el seu cultiu. Només a Andalusia existeixen 200.000 hectàrees i a Castella i Lleó 90.000 hectàrees.

## Galeria d'imatges

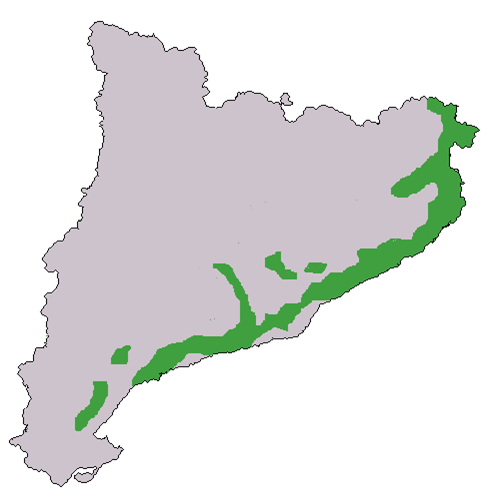
Distribució del pi pinyer a Catalunya.
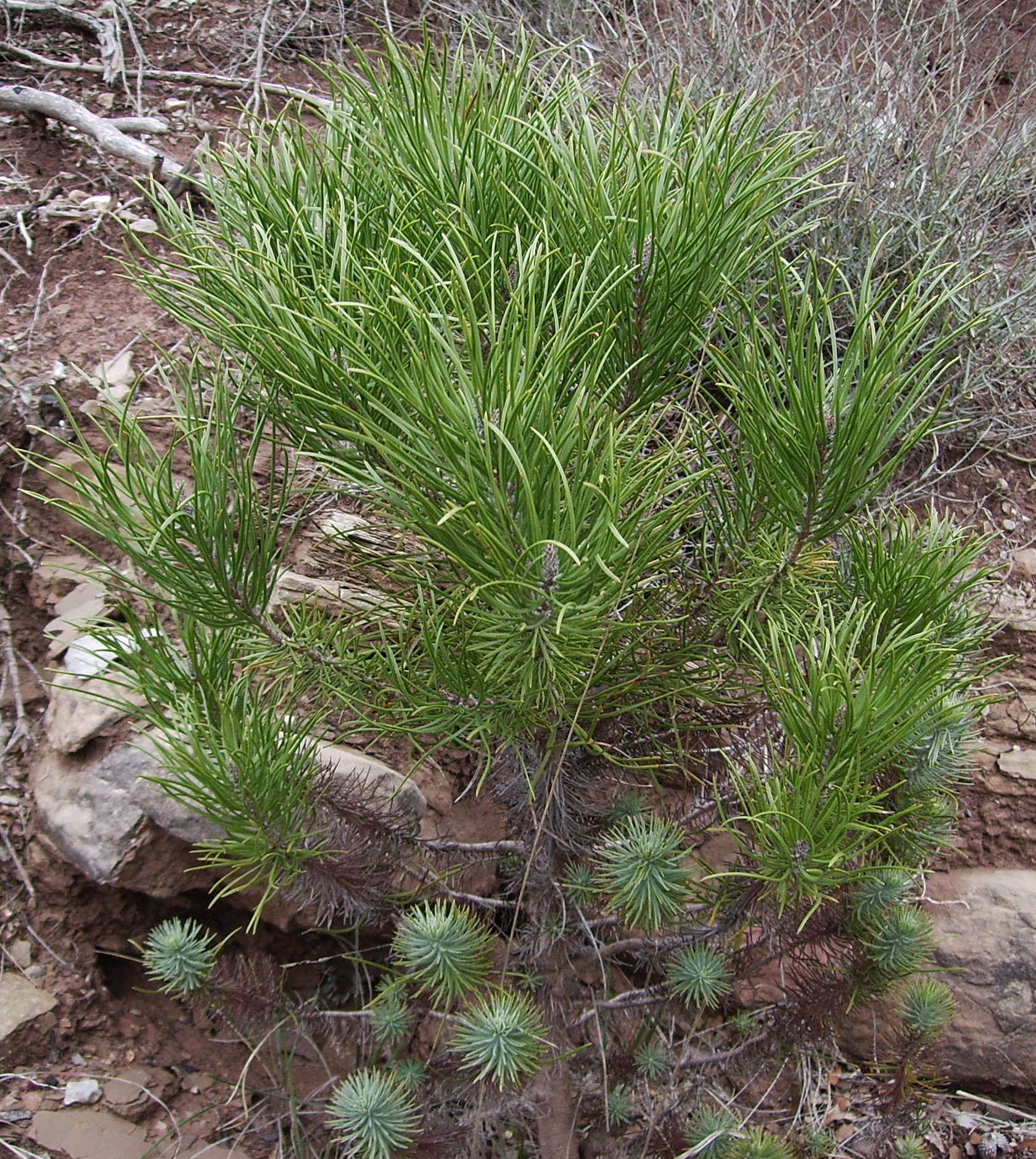
En els pins pinyers joves són típiques les fulles blavoses (a Castelltallat).
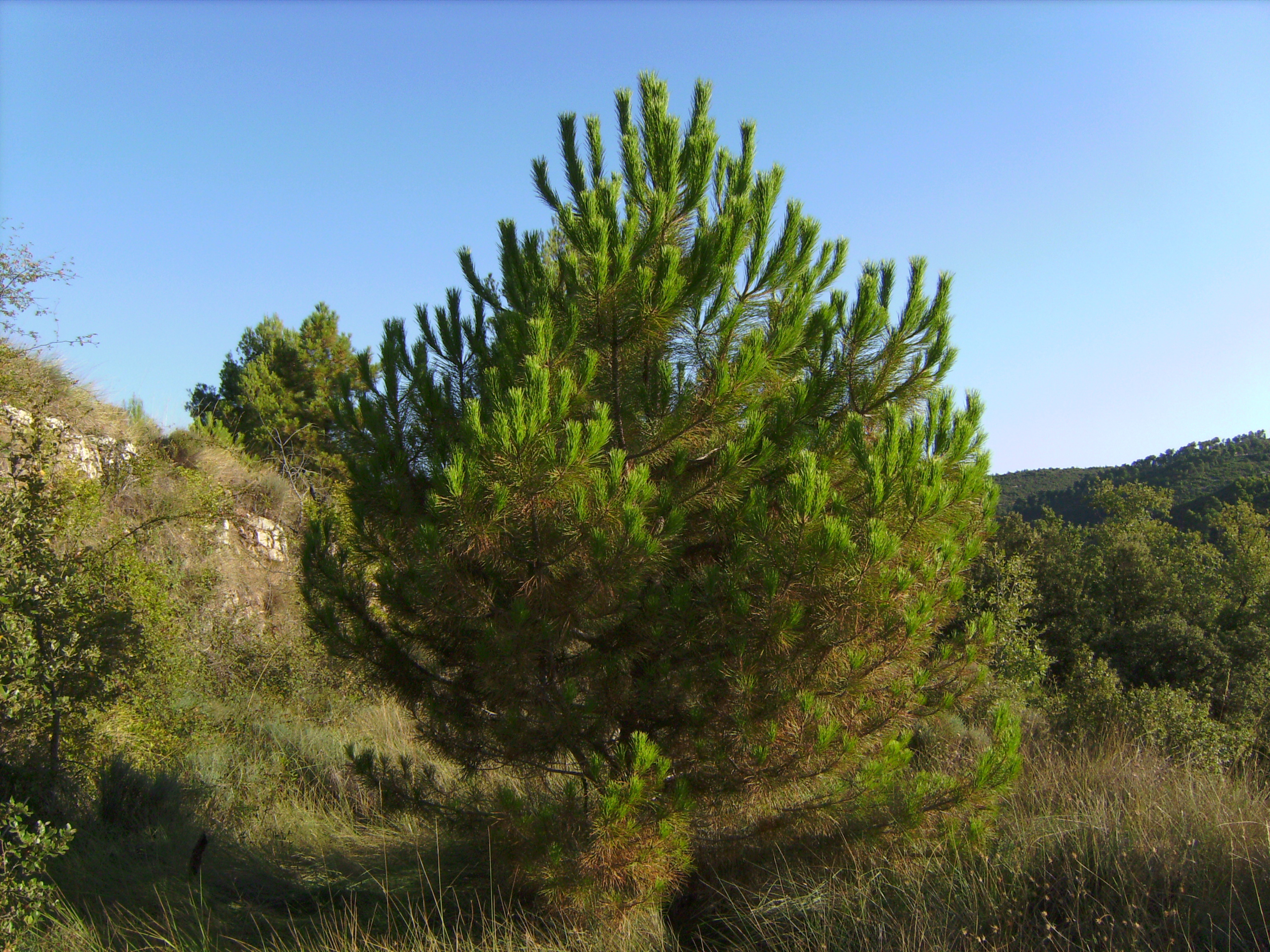
Pi de 17 anys sense haver estat mai esporgat que té forma oval. Les branques de sota comencen a assecar-se i amb els anys tindrà forma de para-sol.
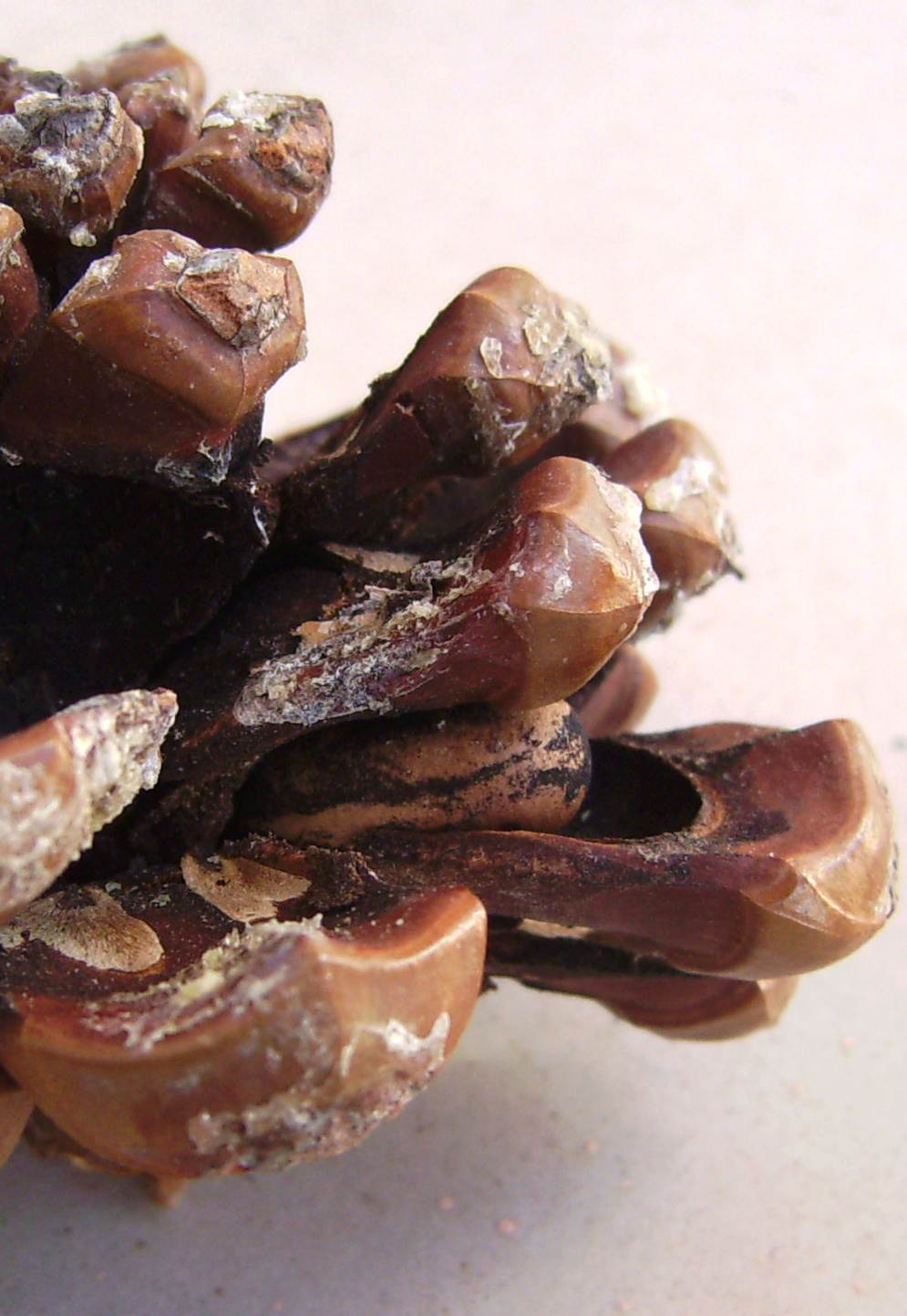
El pinyó d'una gimnosperma com el pi pinyer resta lliure dins la pinya.
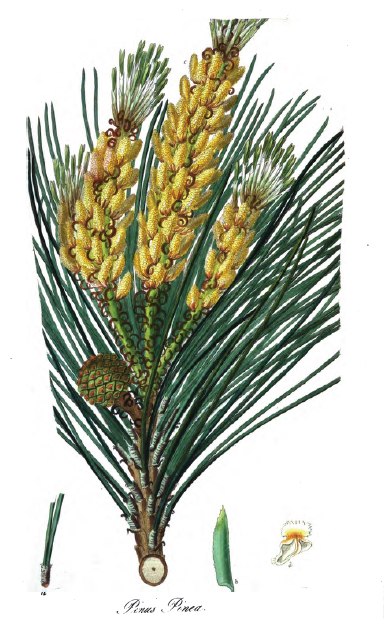
Il·lustració
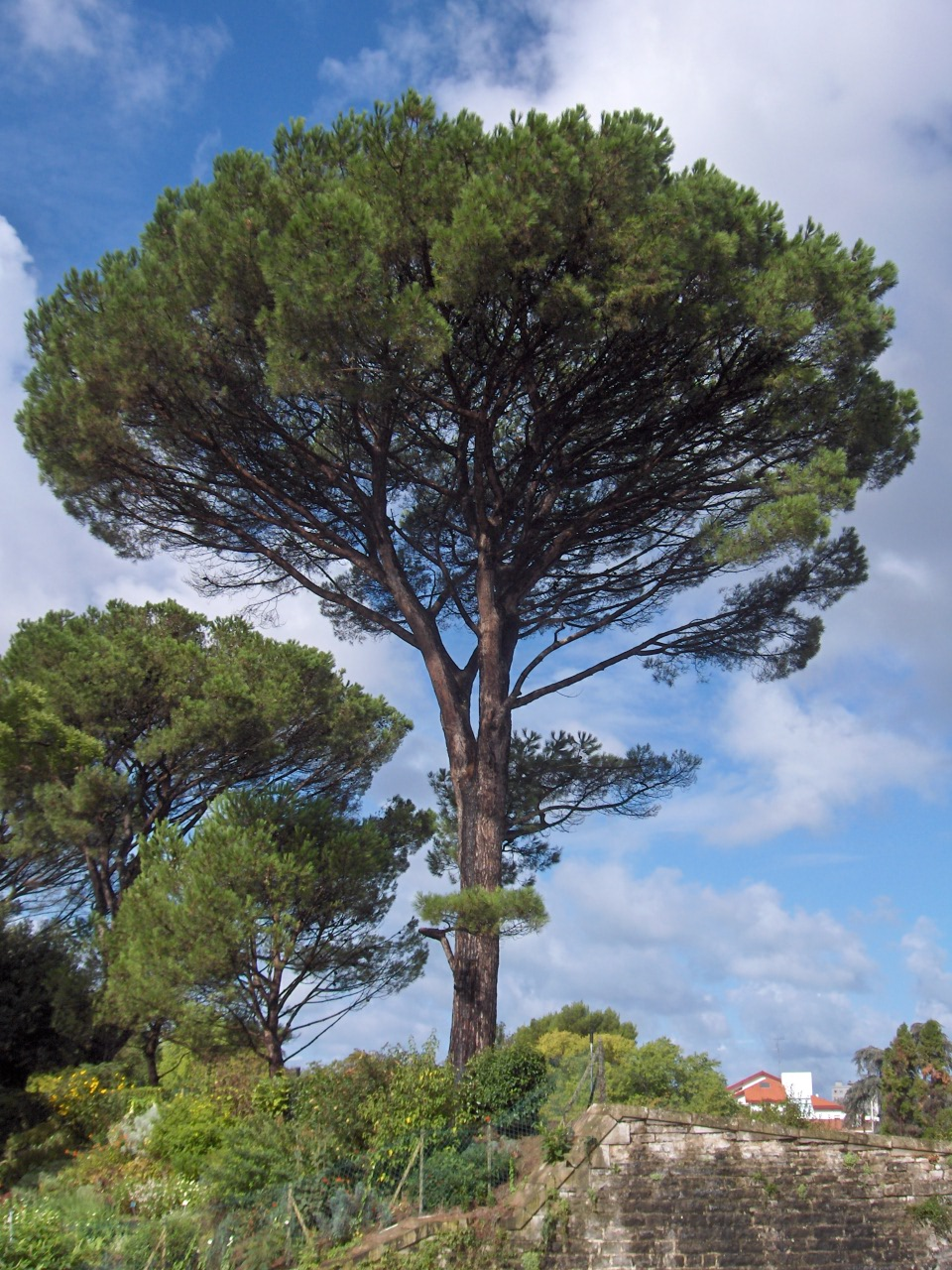
Pi pinyer
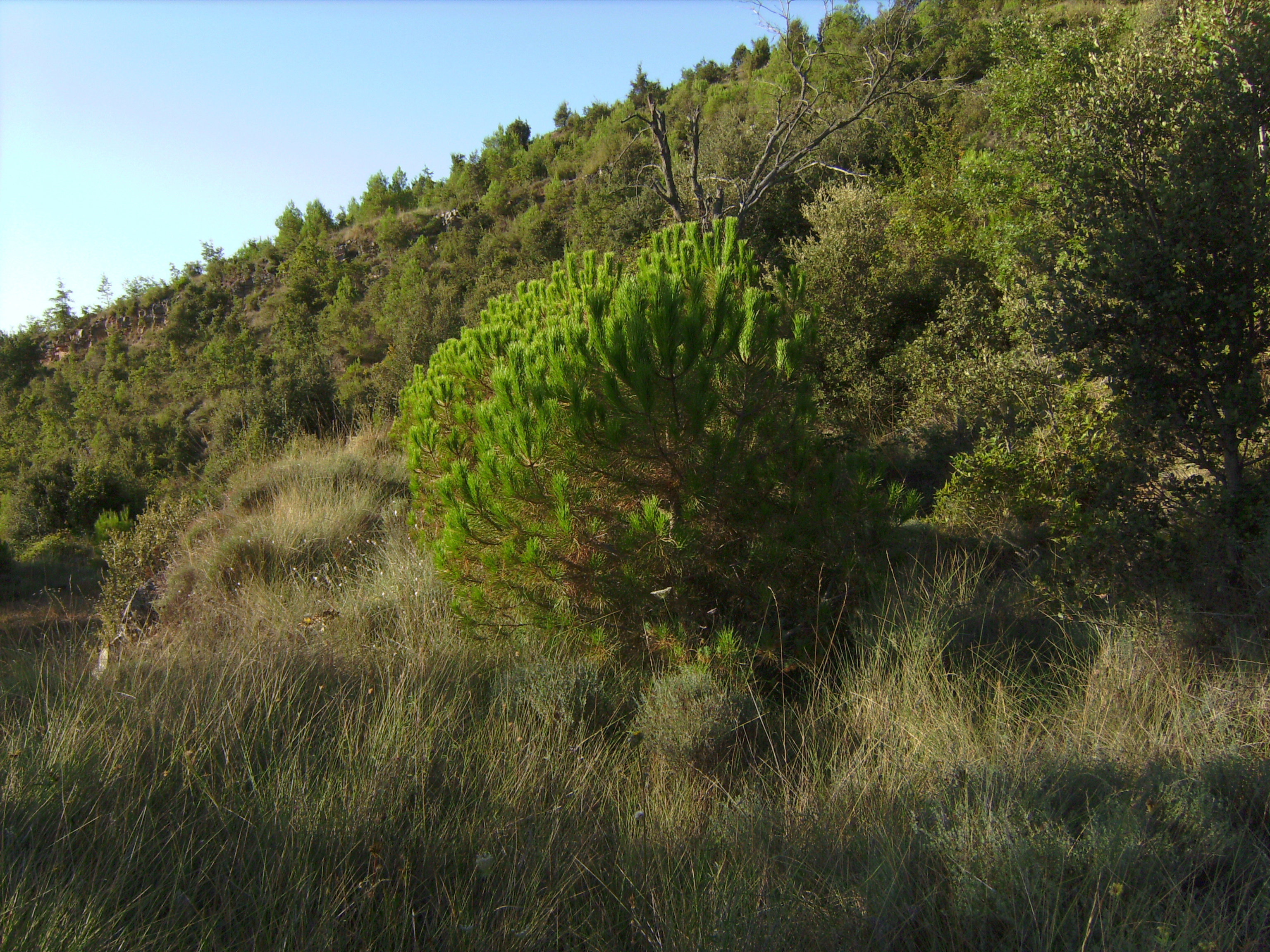
Pi pinyer a Castelltallat
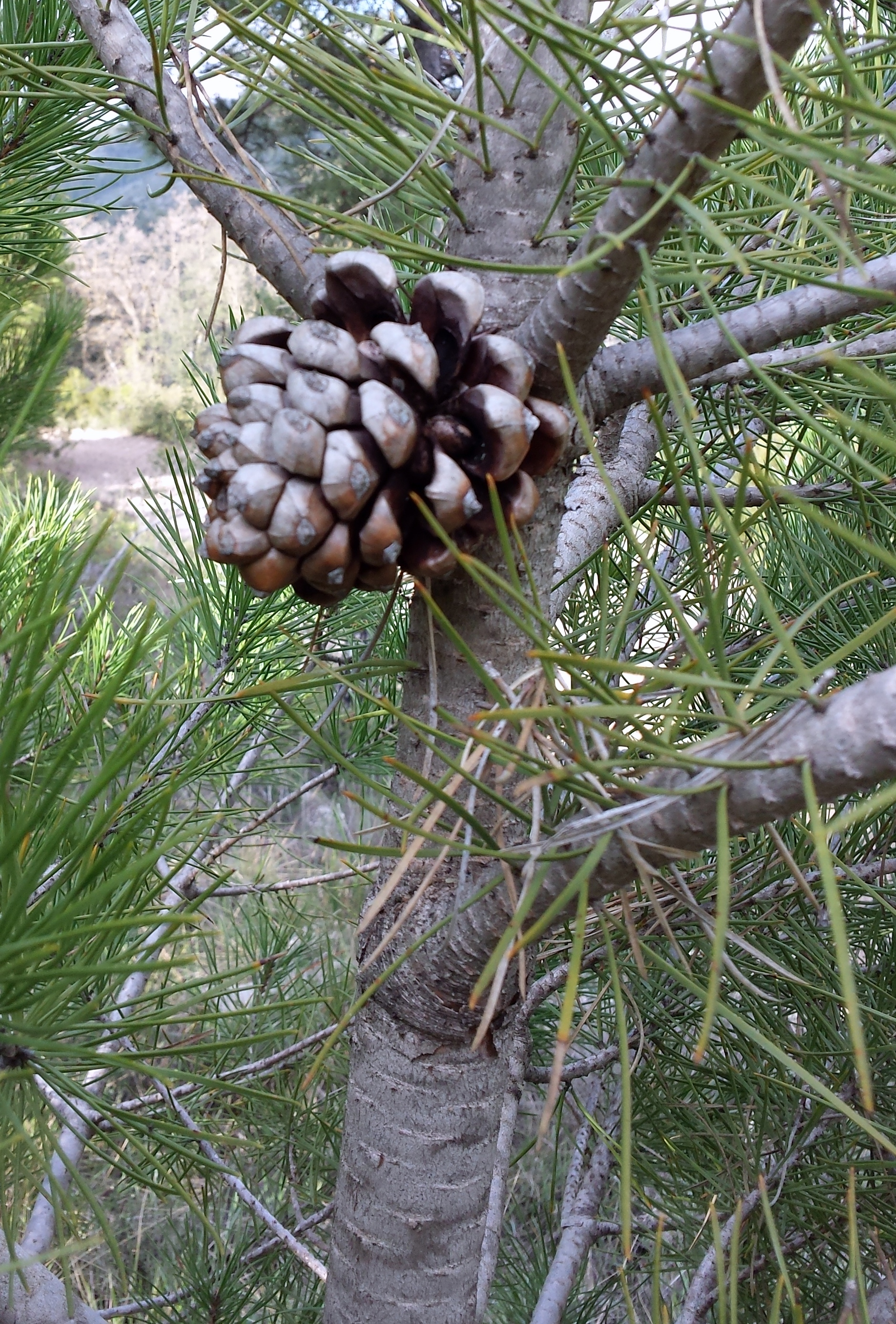
Pinya madura a l'arbre
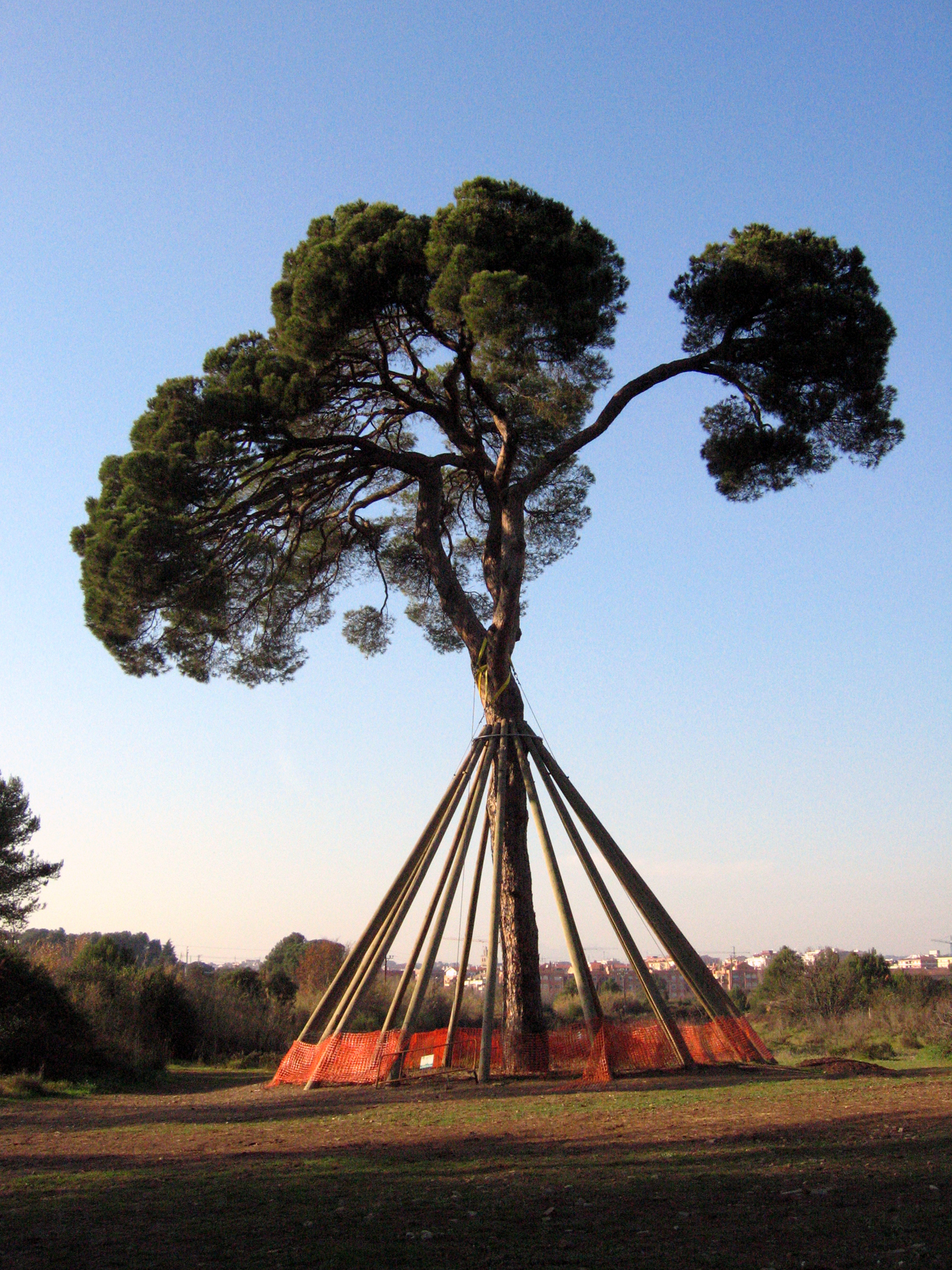
El Pi d'en Xandri a Sant Cugat del Vallès
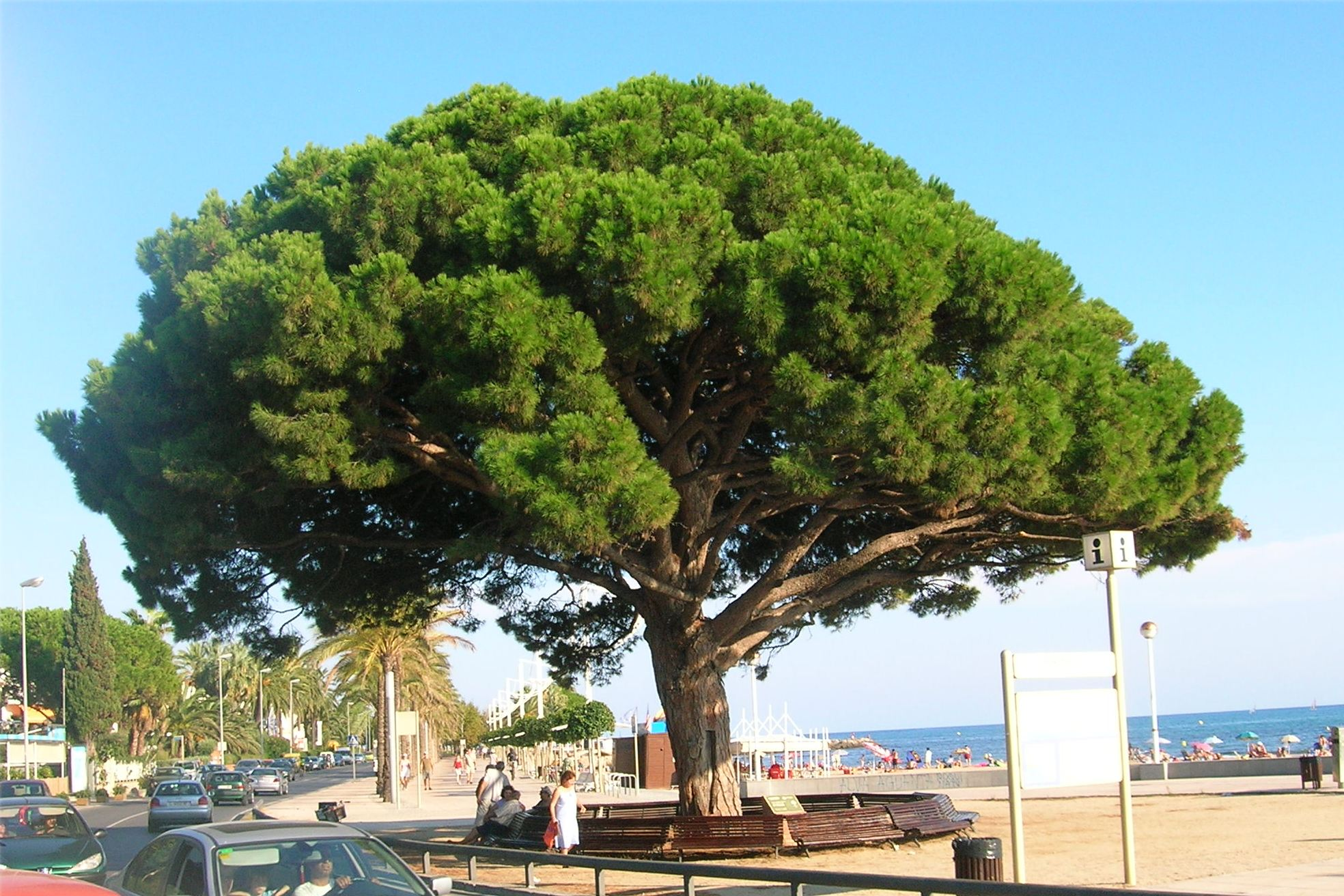
El Pi Rodó a Cambrils
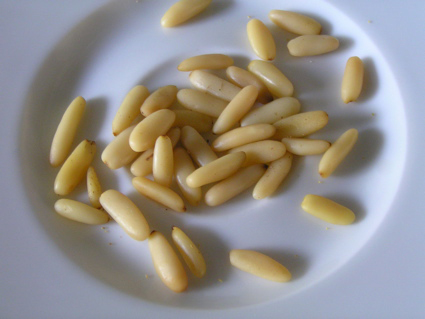
Pinyons, les llavors comestibles del Pinus pinea.
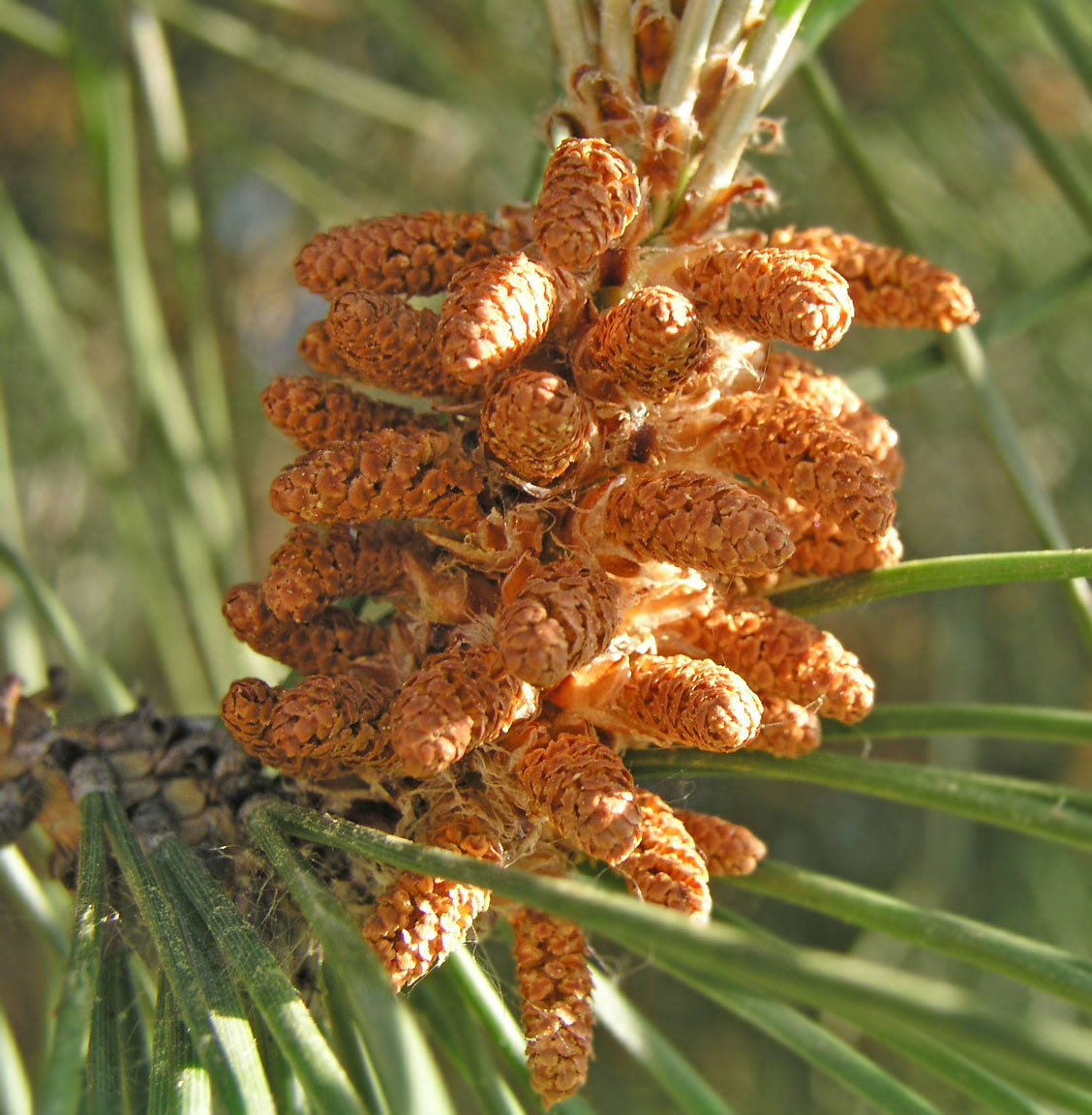
Cons masculins.
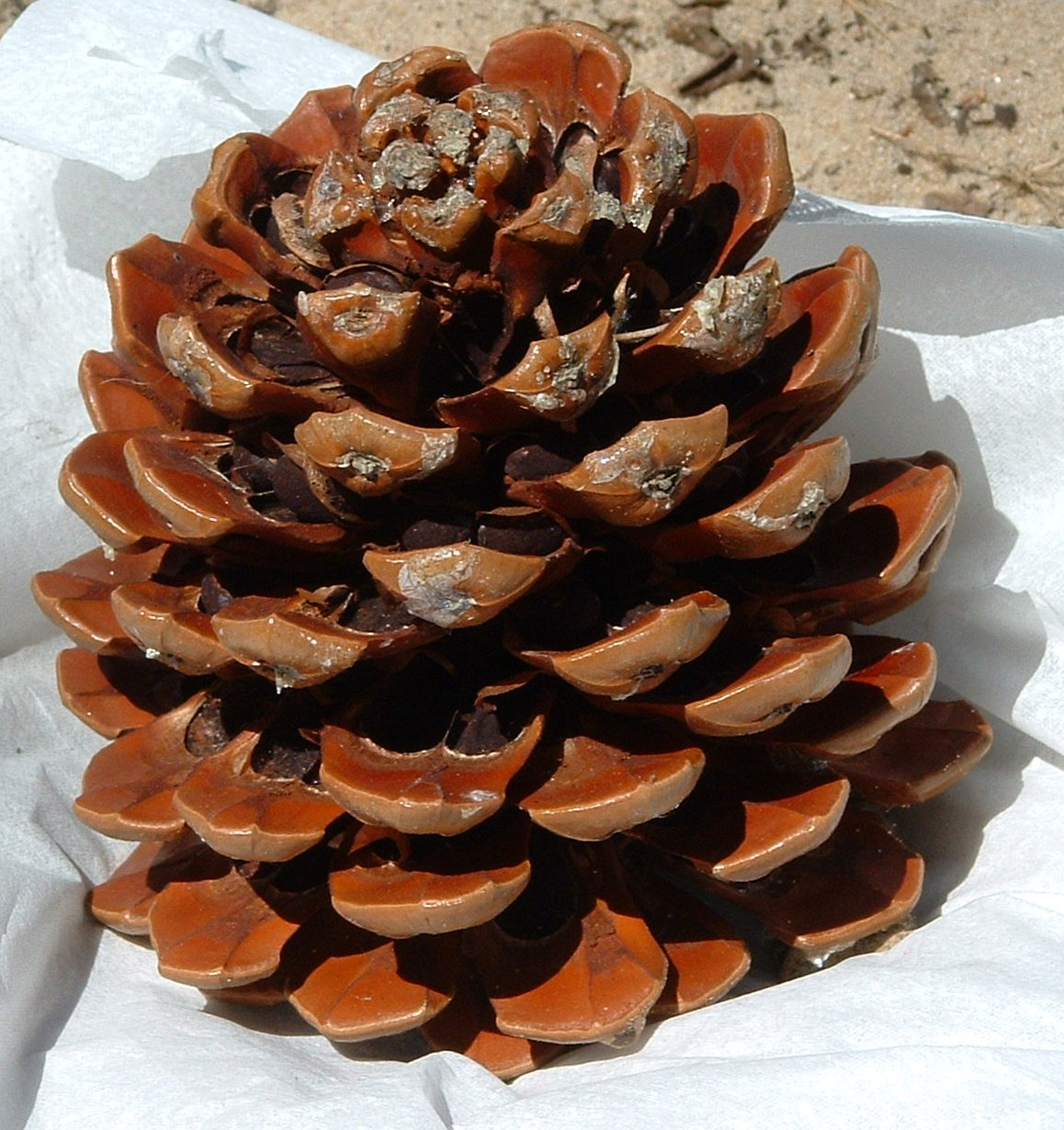
Pinya madura oberta.
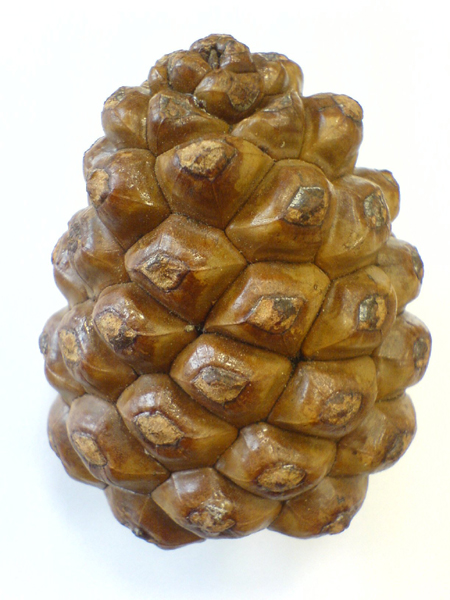
Pinya madura tancada.
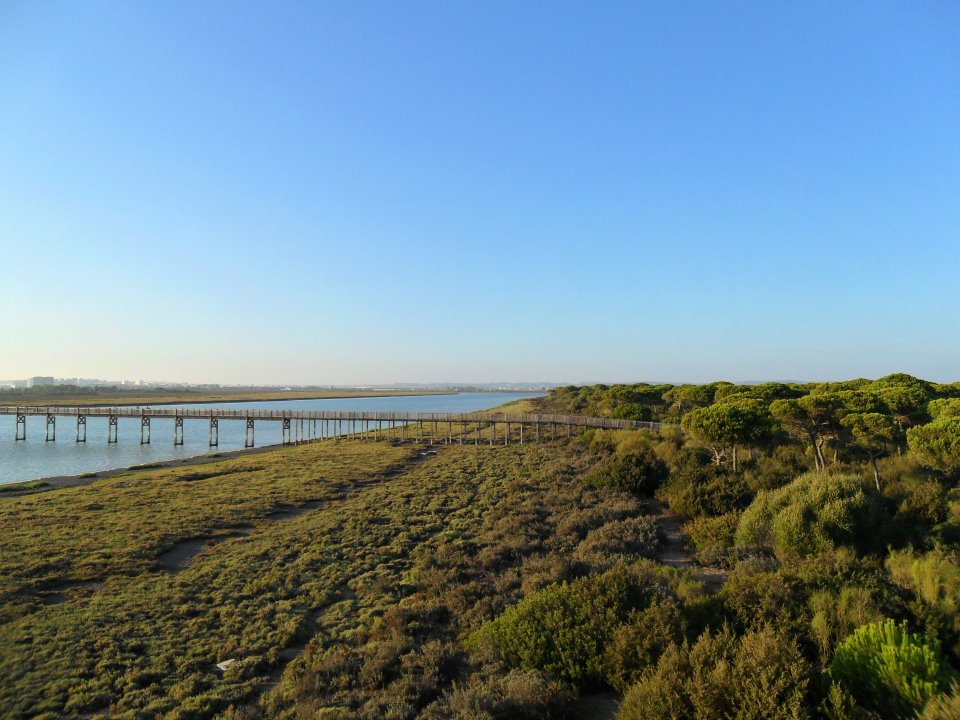
Pineda del Sud d'Espanya. És comuna la distribució en grans boscos costers.
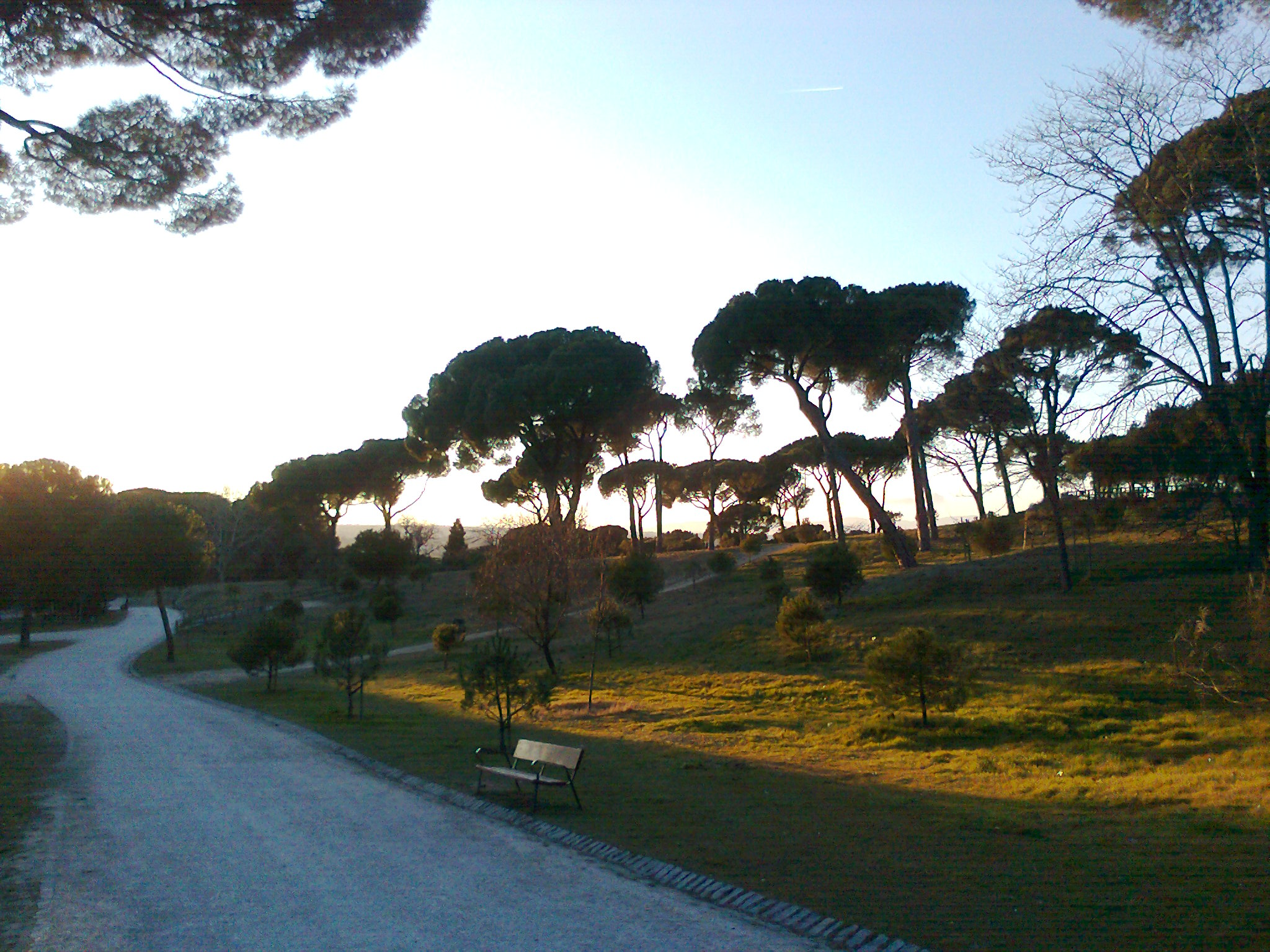
Vista dels pins pinyers de la Dehesa de la Villa (Madrid).
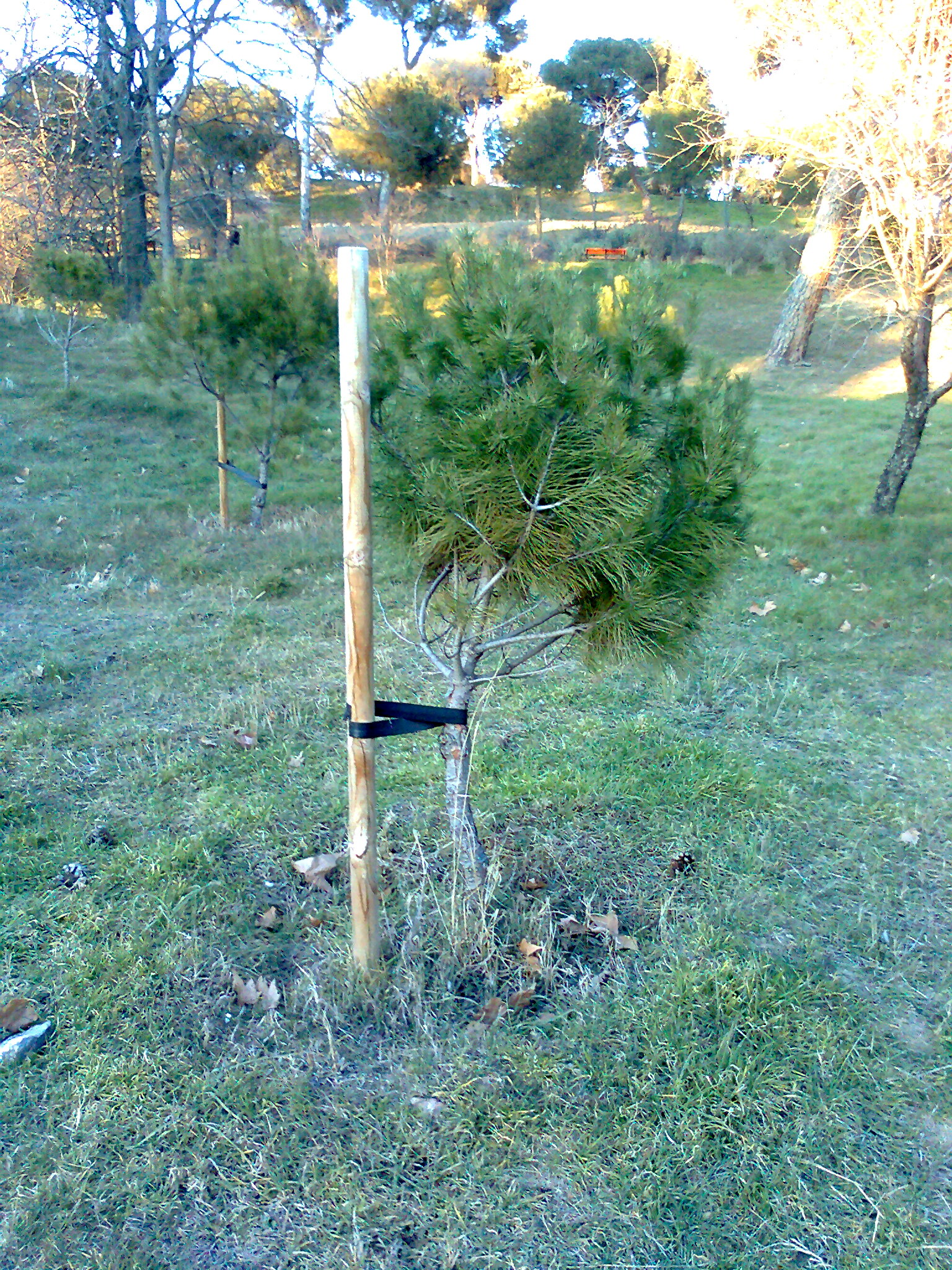
Exemplar jove de pi pinyer.
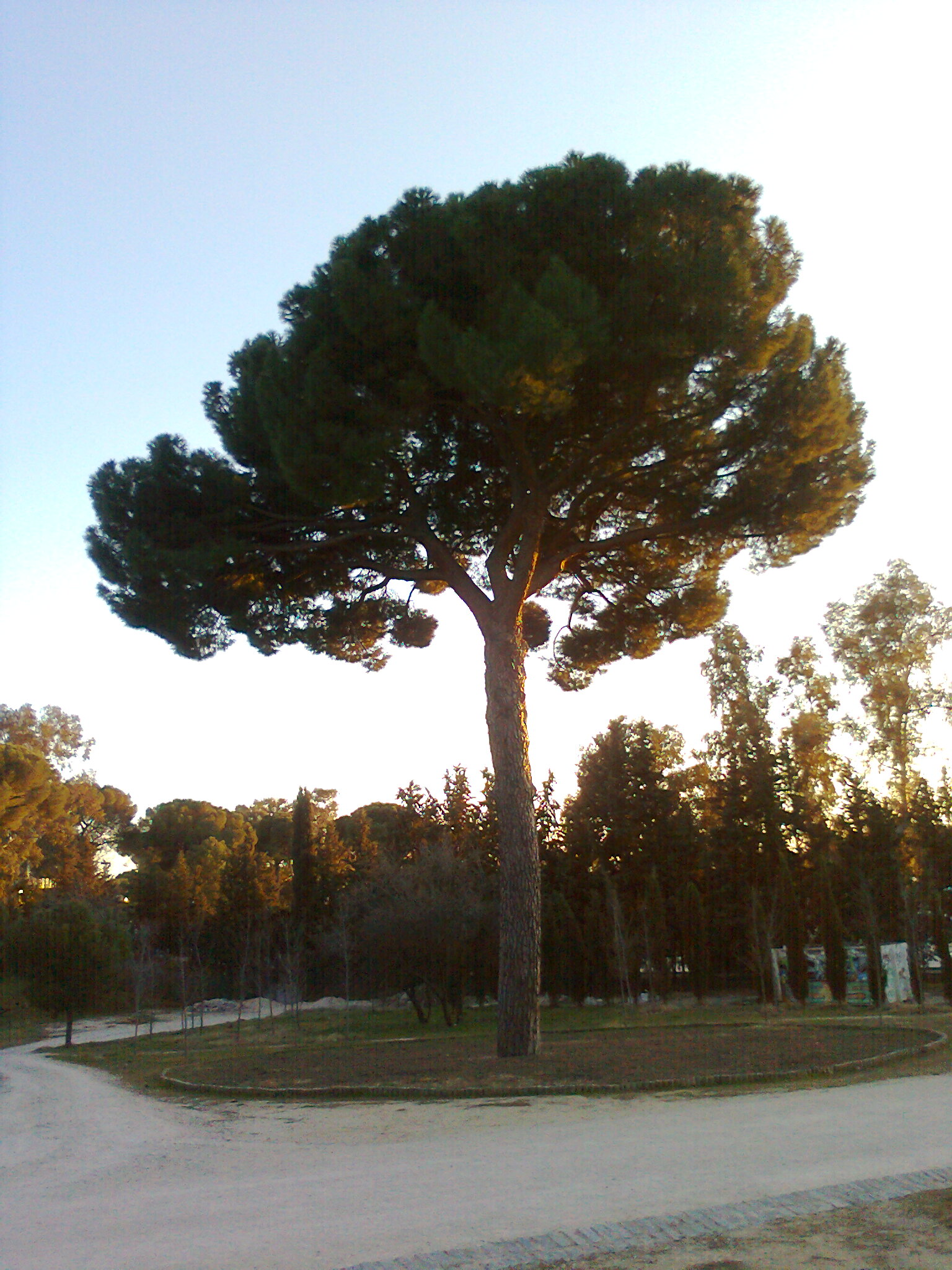
Exemplar adult de pi pinyer.